# Parhedyle tyrtowii
Parhedyle tyrtowii is een slakkensoort uit de familie van de Parhedylidae. De wetenschappelijke naam van de soort is voor het eerst geldig gepubliceerd in 1900 door Kowalewsky.